# Георги Караиванов
Георги Георгиев Караиванов е български професор по телесно възпитание, бивш треньор по футбол и лека атлетика на Левски (София), пръв директор на Националната спортна академия „Васил Левски“ и последен главен ръководител на младежката организация „Бранник“.

## Биография
Георги Караиванов е роден 6 април 1909 г. в град София.
След завършване на гимназиално образование постъпва във В. Н. В. У. /Военно на Негово Величество училище/ в София. За проявленията си в спорта е изпратен от военното училище в Германия да следва телесно възпитание. Завършва Германското висше училище за телесно възпитание и през 1932 г. се завръща в България като дипломиран учител по физическо възпитание. Интересите му в спорта са профилирани в леката атлетика и игрите с топка.
В периода 1933 – 35 г. работи като треньор по футбол в Левски (София). Има 1 официален мач за Левски през сезон 1925/26.
След няколкогодишно учителстване в София и Пловдив, през 1938 г. е назначен за инспектор по физическо възпитание в Министерството на народното просвещение, а от 1941 г. става началник на отделението за телесното възпитание към министерството.
На 20 юни 1942 г. с указ на Царя по предложение на Министерството на народното просвещение Караиванов е назначен за редовен професор по телесно възпитание и за пръв директор /ректор/ на Държавното висше училище по телесно възпитание. Мандатът му е прекратен на 1 юли 1943 г., когато с указ №14/29.06.1943 г. на Цар Борис III Георги Караиванов е назначен за главен ръководител на организацията на българската младеж „Бранник“.

### Като главен ръководител на „Бранник“
Назначаването на проф. Караиванов за главен ръководител на „Бранник“ е посрещнато с голяма вълна от недоволство в средите на организацията. Още на следващия ден оставки в знак на протест срещу назначаването на Каравиванов подават повече от 30 националистически настроени висши и средни ръководители от Главния щаб и различите звена на „Бранник“.
Според изтъкнатите мотиви новият главен ръководител е „лице, чуждо на идейно-борческия път на организацията“, „един гимнастически професор, неподходящ за длъжността“ и т.н. А в мотивите на своята оставка началничката на „Служба момичета“ Стефана Чехларова направо посочва, че "влизайки в организацията „Бранник“, дойдох да служа на България, а не на спорта", визирайки миналото на проф. Караиванов като спортен деятел и учен.
Под ръководството на проф. Караиванов организацията на българската младеж „Браннник“, наред с премереното патриотично възпитание, се фокусира и върху телесното възпитание на своите членове чрез различни специални занимания и спортни игри. Членове на организацията участват активно с доброволен труд в строителството и модернизирането на различни спортни съоръжения в цялата страна. Тези дейности са финансирани с бюджетни средства, отпуснати на „Бранник“ от Министерския съвет.

### Пред Народния съд
След Деветосептемвриския преврат и разтурянето на „Бранник“, проф. Караиванов, тогава 35-годишен, е привлечен като обвиняем по дело на XII състав на Народния съд в София. Според Обвинителния акт от 25 февруари 1945 г. Караиванов е включен в група обвиняеми лица, които „чрез слово, печат и друга дейност са допринесли дейно и съществено за поставяне в опасност държавата и интерсите на народа, поощрили са убийства, тежки телесни повреди, палежи, грабежи и изтезания, предавали са доброволно сведения на полицията, отнасящи се до безопасността на борци за народни свободи.“
Във връзка с делото пред Народния съд проф. Караиванов се задържан в Софийския затвор на 21 март 1945 г., Освободен е от затвора на 8 април с.г. с определение на Народния съд.
По време на процеса редица свидетели описват проф. Караиванов като аполитична личност, отдаден само и еднствено на спортната идея и нямащ нищо общо с преследването и убийствата на партизани преди 9 септември 1944 г.
В своята последна дума пред Народния съд проф. Караиванов казва: "Никога не съм се занимавал с политика. Никога не съм служил на което и да е правителство. В „Бранник“ отидох, за да работя върху телесното възпитание на младежта, което е основа на народното здраве, жизненост и работоспособност. За тая идея съм готов всякога да служа."
Присъдата на подсъдимите от Дванадести състав на Народния съд е произнесена на 28 април 1945 г. Проф. Георги Караиванов е оправдан по всички обвинения и е освободен от наказателна отговорност.